# William Crawford (Politiker)
William Crawford (* 1760 in Paisley, Schottland; † 23. Oktober 1823 bei Gettysburg, Pennsylvania) war ein schottisch-amerikanischer Politiker. Zwischen 1809 und 1817 vertrat er den Bundesstaat Pennsylvania im US-Repräsentantenhaus.

## Werdegang
William Crawford besuchte die öffentlichen Schulen seiner schottischen Heimat und studierte danach bis 1781 an der University of Edinburgh Medizin. Anschließend wanderte er in die Vereinigten Staaten aus, wo er sich in der Nähe von Gettysburg niederließ. Im Jahr 1785 erwarb er eine Farm, auf der er die meiste Zeit seines restlichen Lebens verbrachte. Hauptberuflich praktizierte er dort als Arzt. Zwischen 1801 und 1808 war er auch beisitzender Richter im Adams County. Politisch wurde er Mitglied der Ende der 1790er Jahre von Thomas Jefferson gegründeten Demokratisch-Republikanischen Partei.
Bei den Kongresswahlen des Jahres 1808 wurde Crawford im sechsten Wahlbezirk von Pennsylvania in das US-Repräsentantenhaus in Washington, D.C. gewählt, wo er am 4. März 1809 die Nachfolge von James Kelly antrat. Nach drei Wiederwahlen konnte er bis zum 3. März 1817 vier Legislaturperioden im Kongress absolvieren. Diese waren zwischenzeitlich von den Ereignissen des Britisch-Amerikanischen Krieges geprägt. Seit 1813 vertrat er den fünften Distrikt seines Staates.
Nach dem Ende seiner Zeit im US-Repräsentantenhaus praktizierte Crawford in der Nähe von Gettysburg wieder als Arzt. Er starb am 23. Oktober 1823 und wurde in Gettysburg beigesetzt.